# Mataram
Mataram (indonésky Kota Mataram) je indonéské město na ostrově Lombok v Malých Sundách. Je hlavním městem provincie Západní Nusa Tenggara. Dle údajů z roku 2008 zde žilo přes 420 tisíc obyvatel na rozloze 61,30 km². Město je považováno za obchodní, kulturní, průmyslové a finanční centrum souostroví Malé Sundy. Ve městě se nachází několik muzeí, divadel a křesťanských a islámských modliteben.

## Infrastruktura
Město je obsluhováno mezinárodní letištěm Zainuddin Abdul Madjid, které se nachází v centrální části ostrova Lombok. Lodní dopravu zajišťuje přístav v městečku Tanjung Lembar. Ve městě funguje kvalitní silniční doprava, která vede až k nedalekému letišti.

## Partnerská města
- Langkawi, Malajsie